# Fédéralistes
Les fédéralistes regroupent sous la Révolution française les Français qui se sont soulevés en province en réaction à l'élimination des Girondins le 2 juin 1793. Les insurrections fédéralistes provoquèrent le renforcement de la Terreur et du pouvoir central.
Le fédéralisme est souvent associé, à tort, avec l'idéologie et les objectifs politiques des députés de la Gironde. En particulier, l'utilisation dans le langage « courant » de l'opposition « Girondins/Jacobins » comme synonyme de « fédéralistes/centralistes » relève largement du mythe politique.

## Les insurrections fédéralistes
L'affrontement entre Montagnards et Girondins culmine le 2 juin 1793 lorsque, sous la pression des sans-culottes parisiens, la Convention vote l'arrestation de 29 députés girondins. Ces derniers s'enfuient en province, là où ils ont leur appui.
Hors de Paris, le coup de force des Montagnards provoque un malaise mais la plupart des provinciaux, par respect ou par crainte de la Convention nationale, se limitent à des protestations écrites. Quelques régions entrent toutefois en rébellion. Le 2 juin transforme l'affrontement politique entre Montagnards et Girondins en guerre civile. L'insurrection toucha plus particulièrement une partie de la Normandie, le Bordelais, le Lyonnais (voir Soulèvement de Lyon contre la Convention nationale) et le Midi méditerranéen. Cette fracture intervient alors que le gouvernement révolutionnaire affronte une impressionnante coalition européenne et la révolte de la Vendée. Les Montagnards craignent que les différents opposants se regroupent.

## L'écrasement des insurrections
Dès le 13 juillet 1793, la victoire républicaine à Brécourt a raison de la révolte fédéraliste en Normandie. Les représentants en mission, munis de pouvoirs dictatoriaux, réussirent à vaincre les autres zones de soulèvements. Marseille résiste jusqu'en août 1793, Lyon soutient un siège de deux mois et Toulon, secouru par les Anglais, se rend le 19 décembre 1793 à la suite notamment des manœuvres d'artillerie du jeune Napoléon Bonaparte. À la différence de la situation vendéenne, les Girondins n'ont pas réussi à obtenir un fort soutien populaire. L'œuvre décentralisatrice de la Constitution de 1791 est définitivement ruinée.

## Le « fédéralisme Girondin »: un lieu commun largement mythique
L'historien Jean-Pierre Jessenne prévient que, malgré son nom, « la révolte fédéraliste ne vise aucunement à diviser la France […] Les révoltés rejettent à la fois la pression permanente des sans-culottes parisiens ou de leurs homologues locaux et l'« anarchie », c'est-à-dire, pour les Girondins, la remise en cause de l'unité nationale par le non-respect de la légalité et la menace contre les propriétés ». Plutôt qu'une remise en cause du centralisme révolutionnaire, ce "fédéralisme" se définit comme une tentative de libérer Paris du joug des sans-culottes.
On peut également citer les travaux de l'historienne Anne de Mathan, spécialiste de l'histoire de la Gironde, qui note que la qualification de "fédéralistes" pour les Girondins relève largement du mythe. En particulier, Buzot, souvent cité parmi les principaux porteurs d'une vision "fédéraliste", s'écrie le 25 septembre 1792 : « proscrivons le gouvernement fédératif, pour n'avoir qu'une République unique ». De même, Brissot s'insurgeait dès 1791 sur les intentions fédéralistes qu'on lui prêtait : « quel insensé a jamais rêvé de faire en France quatre-vingt-trois républiques ? Les républicains, ceux du moins que je connais, ne veulent qu'une république ou un gouvernement représentatif, dont les quatre-vingt-trois départements sont les quatre-vingt-trois fractions coordonnées les unes avec les autres et aboutissent toutes à un point commun, l'Assemblée nationale ». En réalité, le qualificatif de "fédéralistes" et le mythe qui s'est construit autour est largement le fait des Montagnards, qui ont utilisé ce terme pour discréditer la tentative de leurs adversaires de fédérer les départements pour les renverser à la Convention, en les accusant de vouloir nuire à l'unité de la République.
Toutefois, en dehors de ces considérations d'affrontement Girondins/Montagnards, l'existence d'un mouvement fédéraliste en France n'en est pas moins réelle. La révolution française étant en réalité assez décentralisatrice jusqu'à 1795 (y compris dans la répression sous la Terreur), certains historiens ont avancé l'existence d'un "fédéralisme Jacobin".